# The Indecision Alarm (musikalbum)
The Indecision Alarm är The Indecision Alarms, eller T.I.A.s, första och självbetitlade skiva. Den släpptes 21 november 2006.

## Låtlista
1. "Time for the Big Guns, Baby" - 02:08
2. "Keeping Our Hands Tied" - 02:18
3. "Through the Bandages" - 02:08
4. "Coup De Grace" - 02:39
5. "Above Us All" - 02:57
6. "Treadmill" - 02:56
7. "The Frail Strength of One" - 02:07
8. "Standing in a Culture of Losing Hope" - 01:39